# Canyon Zhemchug
Il canyon Zhemchug è un gigantesco canyon sottomarino collocato nel centro del mare di Bering.
Si tratta del più grande canyon sottomarino, presentando una profondità di 2600 metri. Scende bruscamente dal piatto mare di Bering fino alle profondità del Bacino delle Aleutine. Il canyon Zhemchug è più profondo del Grand Canyon ed ha due rami principali, ognuno più largo di un tipico canyon continentale come il Monterey canyon.
Ciò che rende il canyon Zhemchug il più largo al mondo non è solo la sua grande profondità, ma anche la superficie della sua sezione trasversale con un'area di drenaggio di 11350 km² e un volume di 5800 km³.

## Forme di vita
Il canyon Zhemchug è un importante habitat per molte specie di vita marina. Gruppi di albatro codacorta trovano il loro nutrimento sulla superficie marina sopra il canyon, così come molti mammiferi marini tra i quali il callorino dell'Alaska e molte specie di balene. Il canyon è abitato da invertebrati come il coralli e le spugne vitree, e altri tipi di spugne sono state identificate durante la pesca a strascico nel canyon.